# Idaea clausa
Idaea clausa là một loài bướm đêm trong họ Geometridae.